# ホロコースト・グローバルヴィジョン検討国際会議
ホロコースト・グローバルヴィジョン検討国際会議（ホロコースト・グローバルヴィジョンけんとうこくさいかいぎ）とは、2006年12月11日にイランの首都テヘランで開かれた、「ホロコースト」と呼ばれるナチス・ドイツが第二次世界大戦時に行ったユダヤ人虐殺についてのシンポジウムである。

## 概要
ホロコーストを「神話」「シオニスト体制をつくるための口実」などとして否定している、イラン大統領マフムード・アフマディーネジャードの要求によって開かれた会議であり、ホロコーストの存在を否認、疑問視している人物たちが多数出席した。この会議の開催は国際社会から大きな批判を浴びた。

## 主な参加者
- デービッド・デューク - 元クー・クラックス・クラン幹部
- イスロエル・ドヴィド・ウェイズ - ナートーレー＝カルター代表
- モーシェ・アリエー・フリードマン - オーストリアのユダヤ人反シオニズム活動家
- シラズ・ドッサ - カナダの政治学者
- ヤン・ベルンホッフ - スウェーデンのコンピューター科学者

その他多数のホロコースト否認論者が出席した。日本人はいなかった。